# The Three Passions
The Three Passions is een Britse dramafilm uit 1928 onder regie van Rex Ingram. Destijds werd de film in Nederland uitgebracht onder de titel Drie hartstochten.

## Verhaal
Philip kan zijn verantwoordelijkheid voor het overlijden van een ploegbaas in de fabriek van zijn vader maar niet van zich afzetten. Hij wil priester worden en zich afzonderen van de rest van de wereld. Als blijkt dat Philip als enige in staat is om een fabrieksstaking af te wenden, zet zijn vader zijn geliefde Victoria in om hem om te praten. Philip blijft onvermurwbaar, totdat hij merkt dat Victoria het hof wordt gemaakt door een onbetrouwbare schoft.

## Rolverdeling
| Acteur            | Personage           |
| ----------------- | ------------------- |
| Alice Terry       | Victoria Burlington |
| Iván Petrovich    | Philip Burlington   |
| Shayle Gardner    | Lord Bellamont      |
| Clare Eames       | Lady Bellamont      |
| Gerald Fielding   | Bobbie              |
| Andrews Engelmann | Kale man            |
| Leslie Faber      | Pater Aloysius      |